# Johannes Linnankoski

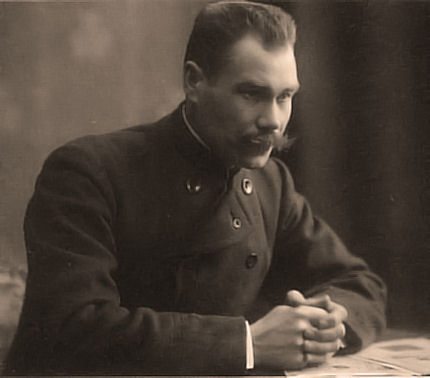
Johannes Linnankoski

Johannes Linnankoski, pseudoniem van Vihtori Peltonen (Askola, 18 oktober 1869 – Helsinki, 10 augustus 1913) was een Finse schrijver.
Linnankoski kwam uit een boerengezin. Hij vertrok in 1889 naar Jyväskylä, waar hij studeerde aan het seminarie. In 1890 werd hij echter journalist en in 1891 werkte hij voor een uitgeverij te Helsingfors.

## Thema’s
Linnankoski was een actieve aanhanger van de Finse culturele beweging van zijn tijd, het Karelianisme. Dit is een neo-romantische kunststroming, die typisch is voor Finland, omdat Finse kunstenaars op zoek gingen naar de wortels van de Finse (culturele) identiteit. Linnankoski schreef over morele vraagstukken, schuld, straf en verlossing. Met bloemrijk taalgebruik schreef hij over de reizen van zijn personages, hun gedachten, onvervulde verlangens en vaak mysterieuze gedrag.